# Susanna von Bayern

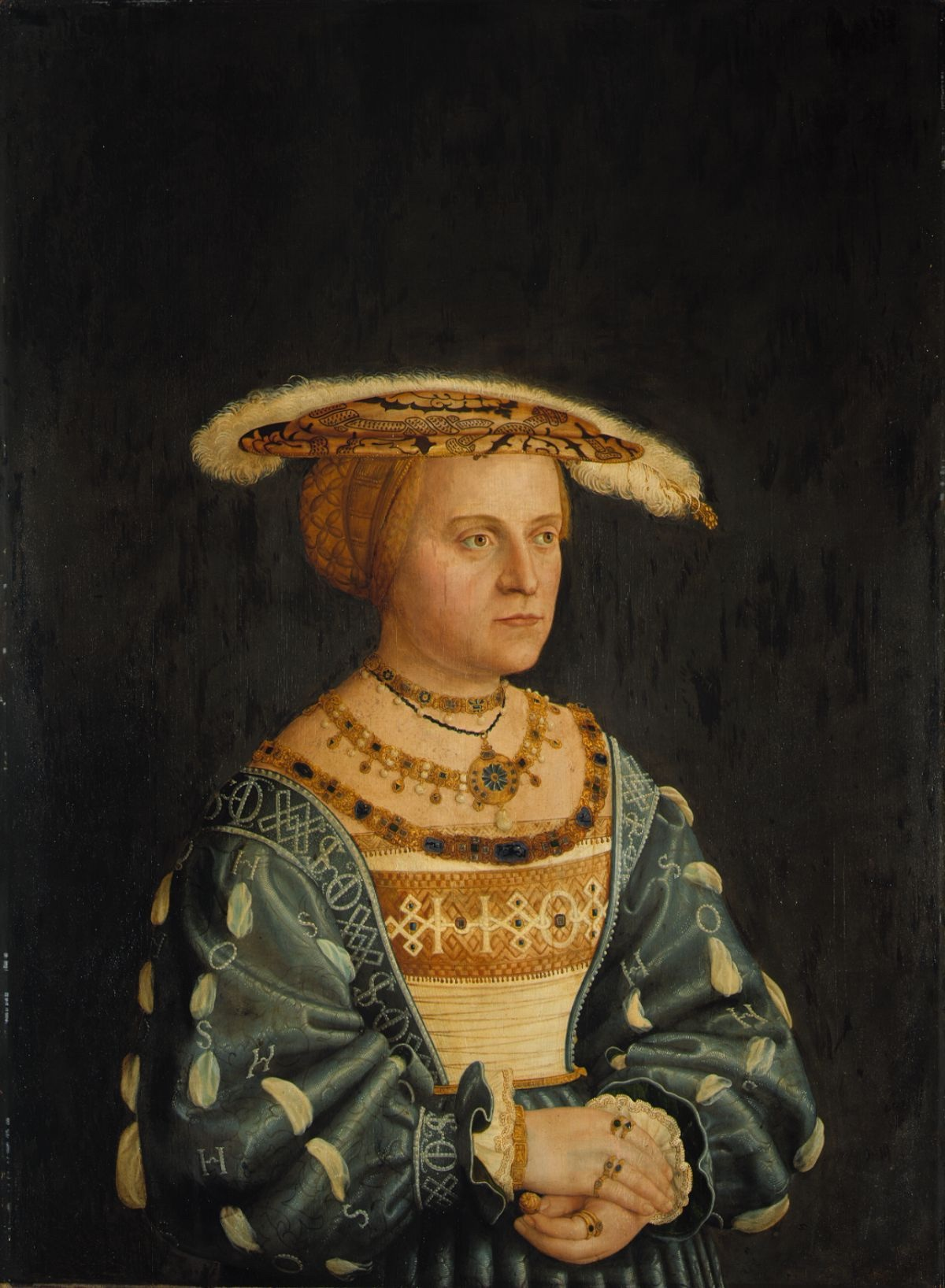
Barthel Beham Susanna von Bayern

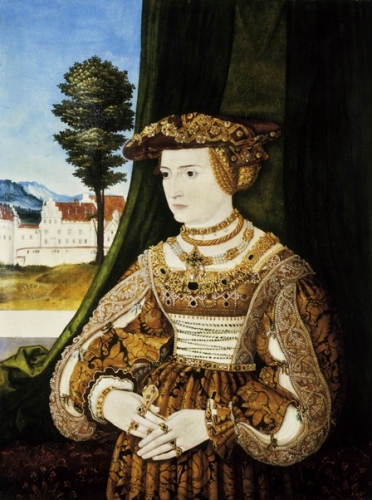
Porträt von Susanna von Bayern, zugeschrieben Peter Gertner 1529/30. Schlossmuseum Berchtesgaden

Susanna von Bayern (* 2. April 1502 in München; † 23. April 1543 in Neuburg a.d.Donau) war eine Prinzessin von Bayern-München und durch Heirat nacheinander Markgräfin von Brandenburg-Kulmbach und Pfalzgräfin von Neuburg.

## Leben
Susanna war eine Tochter des Herzogs Albrecht IV. von Bayern (1447–1508) aus dessen Ehe mit Kunigunde von Österreich (1465–1520), einer Tochter von Friedrich III., Kaiser des Heiligen Römischen Reiches.
Am 25. August 1518 heiratete Susanna auf dem Reichstag zu Augsburg Markgraf Kasimir von Brandenburg-Kulmbach (1481–1527). An der glanzvollen Hochzeit nahm auch ihr Onkel Kaiser Maximilian I. teil, der die Rolle des Brautführers spielte und sich in der Ehe seiner Nichte die Bindung der fränkischen Hohenzollern an das Kaiserhaus versprach.
Nach dem Tod ihres ersten Mannes bezog sie zunächst für nicht ganz ein Jahr den ihr zugewiesenen Witwensitz in Neustadt an der Aisch, wo sie Einkünfte aus den Ämtern Neustadt, Hoheneck und Dachsbach hatte, kehrte unter Zurücklassung ihres Sohnes Albrecht und zweier Töchter in ihre bayerische Heimat zurück und heiratete 1529 in Neuburg ihren Vetter, den nachmaligen pfälzischen Kurfürsten Ottheinrich. Die Ehe wurde unglücklich und blieb, von zwei Fehlgeburten abgesehen, kinderlos. Für seine Gemahlin errichtete Ottheinrich 1530 das Jagdschloss Grünau.
Über ihre Tochter Kunigunde kam das kostbare Gebetbuch der Markgräfin von Brandenburg, welches 1520 von Narziß Renner für sie angefertigt worden war, in badischen Besitz. Es befindet sich heute in der Badischen Landesbibliothek. Ihre Grabstätte befindet sich in der Frauenkirche, München.

## Nachkommen
Aus ihrer ersten Ehe mit Kasimir von Brandenburg-Kulmbach:
- Marie (1519–1567)

⚭ 1537 Kurfürst Friedrich III. von der Pfalz (1515–1576)
- Katharina (1520–1521)
- Albrecht Alcibiades (1522–1557); Markgraf von Brandenburg-Kulmbach
- Kunigunde (1523–1558)

⚭ 1551 Markgraf Karl II. von Baden-Durlach (1529–1577)
- Friedrich (*/† 1525)